# Csapod
Csapod község Győr-Moson-Sopron vármegyében, a Soproni járásban.

## Fekvése
Magyarország északnyugati részén, a Kisalföld nagytáj nyugati részén helyezkedik el, a Rábaköz és a Répce-sík közelében, Kapuvártól 13 kilométerre délnyugatra. A községhez tartozik Göbösmajor, mint külterületi lakott hely.
Szomszédai: észak felől Fertőendréd, északkelet felől Vitnyéd és Hövej, kelet felől Himod, délkelet felől Dénesfa, délnyugat felől Pusztacsalád, északnyugat felől pedig Fertőszentmiklós; nagyon kevés híja van annak, hogy nyugat felől nem határos még Röjtökmuzsajjal is.
Állatvilágát elsősorban a szarvas, vaddisznó és az őz, növényvilágát pedig főleg az erdő (cseres) jellemzi. Határában az 1970-es években kiváló minőségű termálvizet fedeztek fel, de annak hasznosítását az akkori vezetés, elegendő anyagi fedezet hiányára hivatkozva elutasította, a fúrt kutakat ledugózták.

### Megközelítése
A település közúton közvetlenül öt irányból közelíthető meg, ezen belül is a legkönnyebben a 85-ös főút felől, Vitnyédről a 8621-es, vagy Fertőszentmiklóstól a 8622-es úton. Ez utóbbi út a községben véget ér, a 8621-es viszont tovább folytatódik, így szintén azon érhető el Csapod dél felől, Iván település irányából is. Kelet-nyugati irányban a Beledtől Nagycenk térségéig (Pinnyéig) húzódó 8612-es út szeli át a községet.
Megjegyzendő, hogy a térség egyetlen gyorsforgalmi útja, az M85-ös autóút Csapod szempontjából kifejezetten kedvezőtlen kialakítással épült meg, mert bár a községet érintő mindhárom állami közút átszeli az autóút nyomvonalát, de mindegyik csak egy egyszerű felüljárón, csomópont nélkül keresztezi azt. Ennélfogva az autóút felől a község csak számottevő kerülőkkel, Kapuvár vagy Fertőszentmiklós városközpontján áthaladva érhető el.
Vasútvonal nem érinti, a legközelebbi vasúti csatlakozási lehetőségeket a Győr–Sopron-vasútvonal Vitnyéd-Csermajor megállóhelye vagy Fertőszentmiklós vasútállomása kínálja, egyaránt körülbelül 8-10 kilométerre.

## Története és mai élete
Már az őskorban is lakott volt, ezt bronzkori leletek is bizonyítják.
A település neve először egy 1257-beli oklevélben jelenik meg Chapud alakban: a mai Csapod, Hövej és Pusztacsalád községeknek még nincs önálló nevük, ezért „három család”-ként említik őket. 1284-ben mint „keeth Chalad” egyike, 1309-ben Chapudchalad, majd 1325-ben az Osl nemzetség osztozkodásában szerepel először önálló községként, immár Chapud néven. Az Osl nemzetségé, majd 1380 körül a Kanizsai család tulajdona  lett a birtok, később a kapuvári uradalommal együtt, mint annak tartozéka került 1536-ban Nádasdy Tamás, 1681-ben pedig Esterházy Pál birtokába.
1594-ben a törökök elpusztították a Rábaközt, és ezzel együtt a települést is, a lakosság kihalt, vagy elmenekült. A XVII. században horvátokat és olaszokat is telepítettek a faluba.
Csapod 17. századi állapotát az 1660. évi urbárium írta le, a falu ekkor két házsorból állt. Az alsószeren állt a plébániaház. A jobbágytelkekhez 16 hold szántó tartozott, kaszálórét nem volt, de az erdőn kaszálhattak. Irtásföldjeik után dézsmát és holdanként 20 dénár irtáspénzt fizettek. Az irtások helye a Farkasverem szere volt, területük 70 hold. A 18. században az Esterházyak szervezték meg a földesúri majort. 1766-ban már 3 major is működött a községben. A csapodiak egy része a szentmiklósi, másik része a kapuvári majorban robotolt. A 17. század végének országos eseményei, a felszabadító háborúk, az átvonuló vagy beszállásolt katonaság, majd a Rákóczi-szabadságharc eseményei megakasztották a település fejlődését.

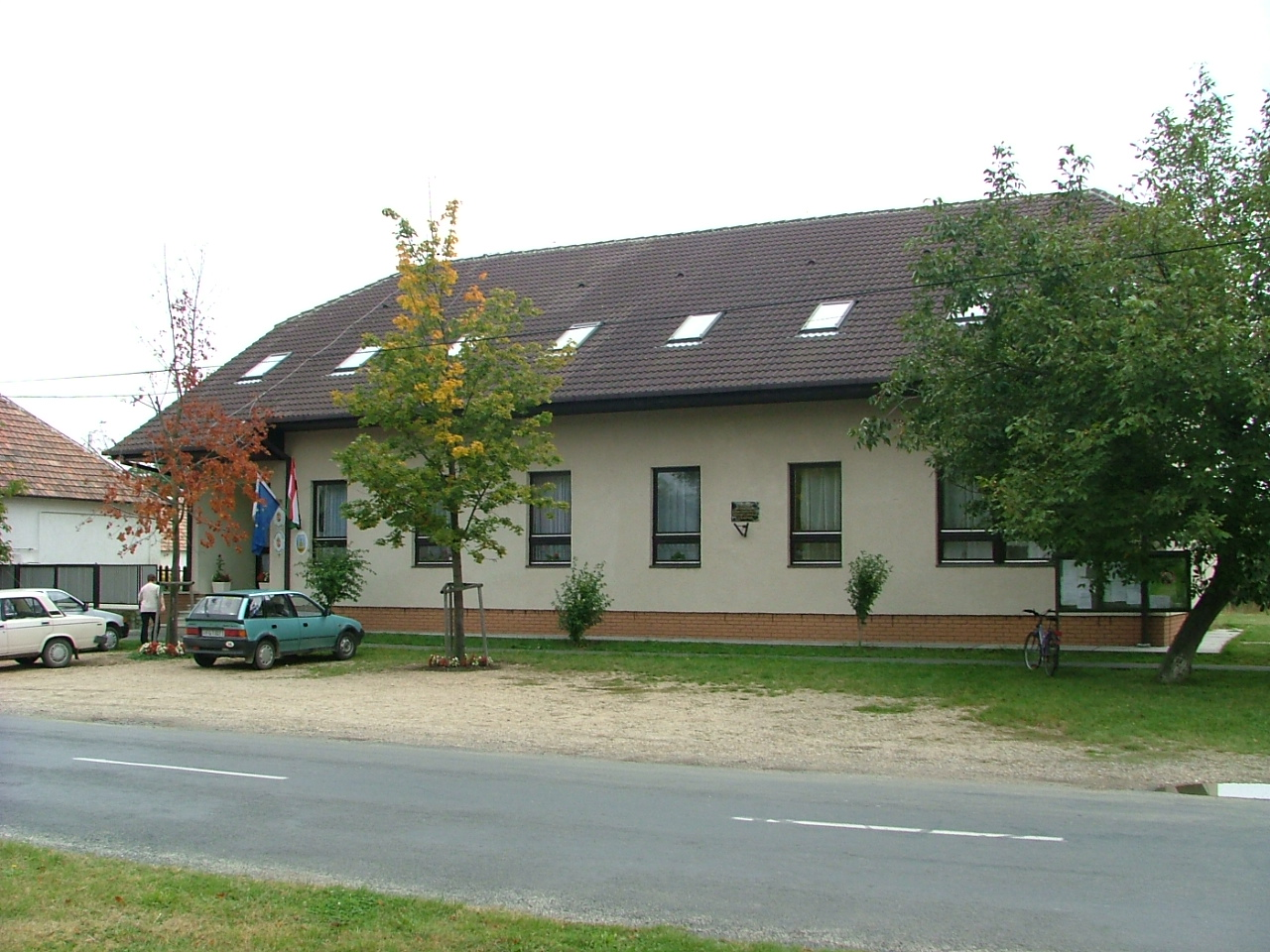
A községháza, a 8612-es és 8621-es utak közös szakaszával

Az 1767. évi úrbér-rendezéskor összesen 600 kisholdnyi szántót és 250 kaszás rétet írtak össze. A 18. században a csapodiak legjobb kenyéradója a Nagyerdő volt: szabadon használhatták az erdőaljt, szénáját behordhatták. A több ezer holdas erdei kaszálón kívül a község haszonélvezeti joggal bírt az ún. Pörös-erdőre is. A makktermés idejét leszámítva állataik legeltetését az egész erdőségben engedélyezték. A Széchenyiek – a szomszédos Iván és Újkér urai – 1745 körül kezdték korlátozni a csapodiak erdőhasználatát, s így lassan kiszorultak az erdők haszonélvezetéből. 1853. október 20-án történt meg a jobbágyság felszabadítása, amelynek értelmében az uraság 842 kis-holdnyi irtásföld és 167 hold irtásrét egyharmadát, vagyis 336 holdat átengedett a volt úrbéresek birtokába.
Lakosságának ősrégi eredetét tekintve egyike volt Sopron vármegye legelzártabb, befelé élő és éppen ezért igen régi családokkal rendelkező falvainak. 1584 óta bizonyítható a Nagy, Kocsis, Horvát, Varga és Kovács nemzetségek, 1677 óta a Csiszár, Kámán, Orbán, Komlósi, Bujtás és Balog, 1701 óta a Csóka, 1728 óta a Babics, Iváncsics, Élő, Bella és Rozs családok jelenléte.

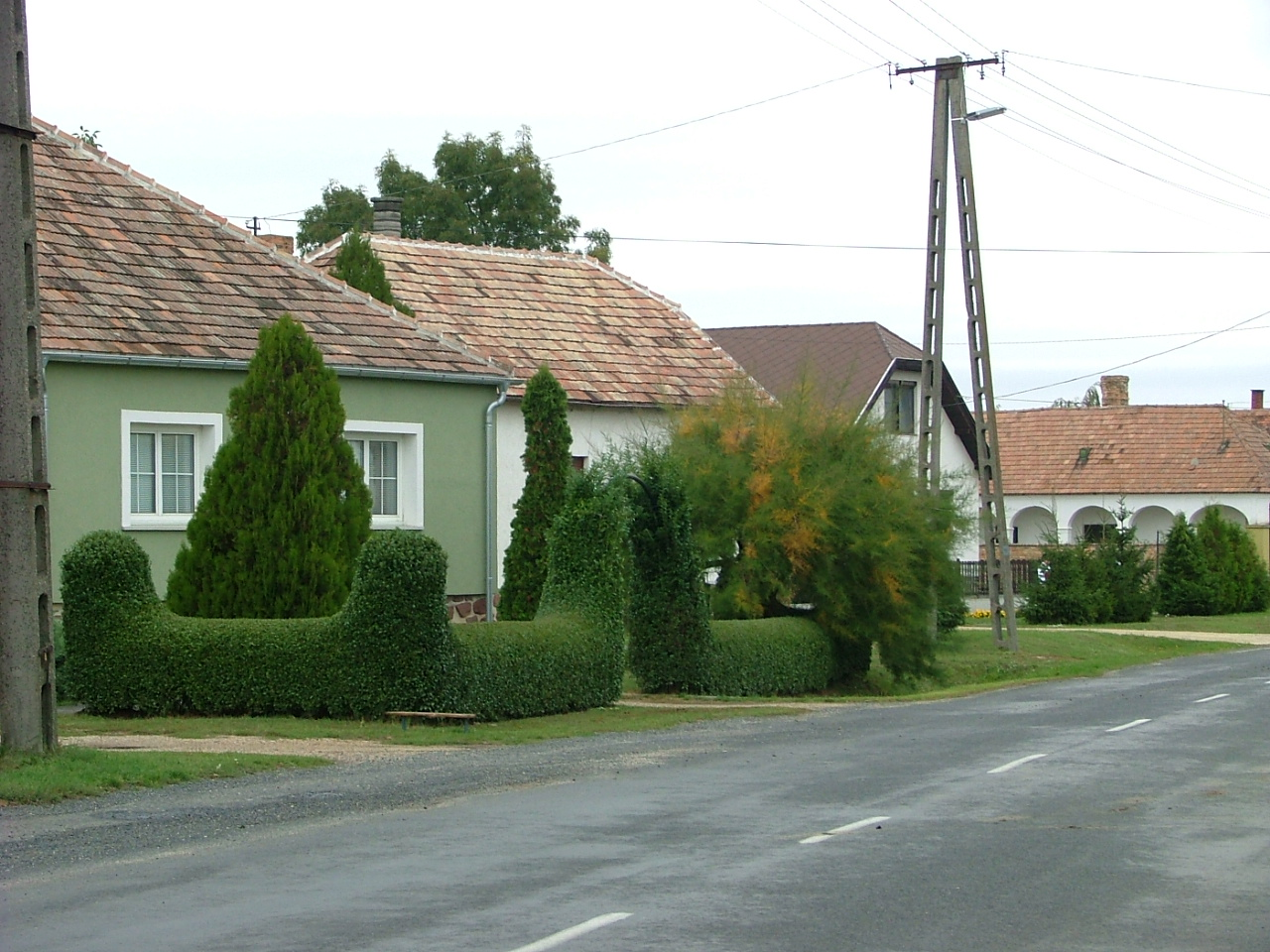
Gondozott porták

Az Önkéntes Tűzoltó Egyesület 1895. január 1-jén alakult meg 31 fővel. A Hangya Szövetkezet 1907-ben jött létre az első elnök, Horváth Gábor, a Leventeegyesület pedig 1925-ben alakult Keszler Antal plébános és Harmath János közjegyző kezdeményezésére. Fennállása alatt a vármegye egyik legjobb leventeegyesületévé küzdötte fel magát. 1927-ben csapatkürtöt, elismerő oklevelet nyert a megyei testnevelő felügyelőségtől. A Hitelszövetkezet 1929-ben kezdi meg működését, 1930-ban a Hitelszövetkezet kebelében földbérlő szövetkezet alakult, amely a hercegi uradalomtól 800 holdat bérelt. A Férfidalkör 1933-ban alakult Horváth Antal római katolikus kántortanító kezdeményezésére.
1904 és 1912 között 48 fő vándorolt külföldre a faluból.
A II. világháborúban a község súlyos károkat szenvedett, az iskola is áldozatul esett. A háború után a faluban 1101 k. hold földet 308 igénylő között osztottak fel. A kiosztott uradalmi földek és a háborút követő mezőgazdasági konjunktúra élénk tevékenységre ösztönözte az amúgy is szorgalmas csapodi népet. 1946-ban felépült a falu iskolája. 1957-ben megalakult a Béke tsz. Ebben az évben tartották az első filmvetítést a falu saját mozijában. 1960-ban a települést bekötötték a villamos hálózatba. 1961-ben megkezdte működését a könyvtár. 1966-ban körzetesítették a falu iskoláját. Csapodnak a rendszerváltásig közös tanácsa volt Fertőszentmiklóssal.
1991-ben átadták az új faluházat. 1993-ban kezdte meg működését a dalárda.
A település gazdasági szerkezetére a növénytermesztés és az állattenyésztés jellemző. A hagyományos termelői mód megmaradt, a tulajdonviszonyokban azonban változás következett be. A kárpótlások és a részaránytulajdonok kiadásával a földek ismét magántulajdonba kerültek. A Mezőgazdasági Szövetkezet még működik, de már nem tulajdonosként, hanem haszonbérbe vett földeken gazdálkodik. Az idegenforgalom fellendülőben van. Külföldi állampolgárok az öregebb parasztházakat felvásárolják és rövidebb-hosszabb ideig Csapodon tartózkodnak. A község lakossága katolikus vallását gyakorolja.

## Közélete

### Polgármesterei
- 1990–1994: Bella János (MDF)[4]
- 1994–1998: Bella János (független)[5]
- 1998–2002: Bella János (független)[6]
- 2002–2006: Bella János (független)[7]
- 2006–2010: Kocsis László (független)[8]
- 2010–2014: Kocsis László (független)[9]
- 2014–2019: Kocsis László (független)[10]
- 2019–2024: Kocsis László (független)[11]
- 2024– : Kocsis László (független)[1]

## Népesség
A település népességének változása:
| Lakosok száma | 556  | 565  | 588  | 646  | 563  | 566  | 580  |
|               | 2013 | 2014 | 2015 | 2021 | 2022 | 2023 | 2024 |

A 2011-es népszámlálás során a lakosok 84%-a magyarnak, 0,2% horvátnak, 3,7% németnek, 0,2% románnak mondta magát (14,7% nem nyilatkozott; a kettős identitások miatt a végösszeg nagyobb lehet 100%-nál). A vallási megoszlás a következő volt: római katolikus 75,4%, református 2,4%, evangélikus 0,6%, felekezeten kívüli 4,2% (16,5% nem nyilatkozott).
2022-ben a lakosság 89%-a vallotta magát magyarnak, 4,1% németnek, 0,2% cigánynak, 0,2% görögnek, 0,2% horvátnak, 1,1% egyéb, nem hazai nemzetiségűnek (9,1% nem nyilatkozott; a kettős identitások miatt a végösszeg nagyobb lehet 100%-nál). Vallásuk szerint 49,2% volt római katolikus, 1,8% református, 1,2% evangélikus, 0,4% görög katolikus, 0,4% egyéb keresztény, 8% felekezeten kívüli (38,9% nem válaszolt).

## Híres csapodiak
A falu híres szülötte Horváth István (1920–1980) politikus.
Szülőfalujának tartja Csapodot Kováts Adél Kossuth- és Jászai Mari-díjas magyar színésznő.

## Nevezetességei
- Római katolikus templom
- Tájház
- Trianon-emlékmű[15][16]
- Mészáros Gézának a Magyar Királyi Honvédség repülő hadnagyának emlékkeresztje